# Pēteris Radziņš
Pēteris Valdemārs Radziņš, né le 2 mai 1880, mort le 8 octobre 1930 était un officier de l'armée impériale russe, puis général en chef à la tête de l'armée lettone de 1924 à 1928. Il est chevalier de l'ordre de Lāčplēšis, et l'auteur de plusieurs ouvrages sur l'histoire militaire, discipline qu'il enseigna.

## Biographie
Pēteris Valdemārs Radziņš naît en 1880 dans le pagasts de Lugažu au sein d'une famille de paysans. Il se rend à l'école paroissiale de Lugažu, puis fréquente le collège de Valka.

### Dans l'armée impériale russe
En 1898, il s'engage comme volontaire au sein de l'armée impériale. En russe il se fait appeler Piotr Karlovitch Radzine (Петр Карлович Радзинь). Il rejoint le 112e régiment d'infanterie de l'Oural, en garnison à Kaunas. En 1899, il intègre l'école d'officiers de Vilnius, dont il sort en 1901 avec le grade de sous-lieutenant (en letton : podporučika). Il rejoint le 24e régiment d'infanterie de Simbirsk, qui stationne alors dans le gouvernement de Łomża (aujourd'hui en Pologne). Radziņš prend part en 1905 à la guerre russo-japonaise en Mandchourie, en tant que commandant du 10e régiment d'infanterie « Sibérie-Omsk », et il participe à plusieurs batailles. En septembre 1905, il est promu au grade de poroutchik (lieutenant). À la fin du conflit, il retourne au 24e régiment d'infanterie de Simbirsk.
En 1907, il rejoint l'académie d'état-major. 1909 le voit promu au grade de lieutenant-colonel. Il est diplômé de l'académie en 1910, avec un grade de colonel. Il prend alors le commandement du 32e régiment d'infanterie de Krementchouk, stationné à Varsovie. En 1912, il est transféré à l'état-major, au siège de la 38e division, où il s'occupe temporairement de l'aviation militaire.
Au déclenchement de la Première Guerre mondiale, Radziņš est accueilli à la 38e division, comme aide de camp des officiers supérieurs. La division prend très vite part aux combats, dès le mois d'août, à Komarova, Varsovie, Ravka et Lodz, puis elle se trouve début 1915 vers Mława. En avril, elle se trouve vers Šiauliai puis recule vers l'apskritis de Mitau. Le 18 mai 1915, il reçoit le commandement de la forteresse de Modlin, dont il assure la défense jusqu'au 5 août. Il quitte alors la région pour Białystok, où il rejoint l'état-major général du front central. En octobre, il prend la tête de la 8e division sibérienne. En février 1916, il est muté à l'état-major de la 61e division d'infanterie, où il restera jusqu'à la fin de la guerre sur le front de l'Est. Il est promu colonel en 1917.
Pour ses actes en service au sein de l'armée impériale, Pēteris Radziņš est décoré de l'ordre de Saint-Georges, 4e classe, de l'ordre de Saint-Stanislas, 3e et 2e classes, et de l'ordre de Sainte-Anne, 4e, 3e et 2e classes. Les troubles liés à la Révolution d'Octobre l'empêchent de recevoir d'autres prestigieuses décorations. En février 1918, il débande son unité, alors en Bessarabie, et se rend alors en Roumanie.

### Le hetmanat
En mars 1918, il rejoint l'armée de Hetmanat, conduite par Pavlo Skoropadsky, chef de cet État fantoche soutenu par l'Empire allemand, en tant que major-général chargé de l'instruction des troupes. Il reste jusqu'à la chute du régime, en décembre 1918. Changeant de bord mais pas de région, il passe au service de l'armée du Directoire d'Ukraine, dirigé par Simon Petlioura, où il devient le chef-adjoint à l'état-major général. Le transfuge reste là jusqu'en septembre 1919, peu avant sa défaite lors de la guerre polono-ukrainienne. Radziņš se rend ensuite à Varsovie, où il rencontre en octobre Zigfrīds Anna Meierovics, alors ministre des affaires étrangères de la Lettonie, engagée dans sa guerre d'indépendance. Il rentre alors en Lettonie.

### L'armée lettonne
Le 27 octobre 1919, il entre au service de l'armée lettone, avec le grade de colonel. Il est immédiatement nommé chef d'état-major, et dirige les troupes lettones lors des combats de la guerre d'indépendance lettone, à Riga, en Zemgale et en Latgale. Le 5 février 1920 il est promu général de division. Le 13 août, il fait partie des sept premières personnes à être fait chevalier de l'ordre de Lāčplēšis (il reçoit la croix no 1), et entre au conseil de l'ordre. En octobre, il se retire du service actif, mais reste dans l'armée. Il entreprend alors la rédaction d'ouvrages de stratégie et d'histoire militaire. Son ouvrage La Guerre de libération de la Lettonie (en letton : Latvijas atbrīvošanas karš) reste un ouvrage de référence sur le conflit. Il contribue ensuite à la mise sur pied de l'école de guerre et de l'école de l'air lettone, où il intervient régulièrement comme conférencier.  En février 1924, il est nommé commandant de l'armée lettone. En 1927, il reçoit l'ordre de Lāčplēšis, 2e classe, et devient secrétaire de l'ordre. En 1928, il quitte la tête de l'armée, et prend la direction de l'académie militaire.
Au titre de ses services au sein de l'armée lettone, en plus des deux classes de l'ordre de Lāčplēšis déjà évoquées, il reçoit plusieurs autres distinctions, dont l'ordre des Trois Étoiles letton, la Croix de la liberté estonienne, la Légion d'honneur française, la Virtuti Militari polonaise, l'Ordre de la Rose blanche finlandais et l'Ordre de l'Épée suédois.
Il meurt le 8 octobre 1930, dans son appartement de Riga, à cinquante ans. Il est enterré au cimetière des Frères, à Riga.